# Ahmet Doğu
Ahmet Doğu (* 26. November 1973) ist ein ehemaliger türkischer Ringer.

## Werdegang
Ahmet Doğu wuchs in Istanbul auf und begann dort 1984 mit dem Ringen. Er wurde Mitglied des Sportvereins „Tekel“ Istanbul. Sein Trainer war Müsamettin Oruş. Er rang hauptsächlich im freien Stil und wuchs bei einer Größe von 1,80 Metern als Senior zu einem stattlichen Schwergewichtler von etwa 100 kg Körpergewicht heran. 1991 wurde in Istanbul Junioren-Europameister in der Klasse bis 88 kg Körpergewicht.
Seinen ersten Einsatz bei einer internationalen Meisterschaft bei den Senioren hatte Ahmet Doğu bei der Europameisterschaft 1994 in Rom. Dort belegte er den achten Platz im Halbschwergewicht. Bei der Weltmeisterschaft des gleichen Jahres in Istanbul belegte er einen guten sechsten Platz. In den Jahren 1995 und 1996 wurde er nicht bei den internationalen Meisterschaften eingesetzt. In jenen Jahren vertraten seine Mannschaftskameraden Ali Kayalı und Kenan Şimşek die Türkei.
Den größten Erfolg seiner Ringerlaufbahn verbuchte Ahmet Doğu dann bei der Weltmeisterschaft 1997. In Krasnojarsk gelang es ihm Vizeweltmeister zu werden. Er unterlag erst im Finale gegen den neuen russischen Ringerstar Kuramagomed Kuramagomedow.
In den Jahren 1998 und 1999 schaffte er bei den internationalen Meisterschaften Platzierungen zwischen den Plätzen fünf und neun, wobei der fünfte Platz bei der Europameisterschaft 1999 in Minsk sein bestes Ergebnis darstellte.
Bei den Olympischen Spielen 2000 in Sydney traf er gleich in der ersten Runde auf den Mitfavoriten Alireza Heidari aus dem Iran, dem er mit 1:6 Punkten unterlag. Auch in seinem zweiten Kampf musste er überraschend gegen den Schweizer Rolf Scherrer mit 3:4 Punkten eine Niederlage einstecken und landete somit nur auf dem für ihn enttäuschenden sechzehnten Platz. Danach nahm er an keiner internationalen Meisterschaft mehr teil.

## Internationale Erfolge
(OS = Olympische Spiele, WM = Weltmeisterschaft, EM = Europameisterschaft, Hs = Halbschwergewicht, damals bis 1996 bis 90 kg, ab 1997 bis 97 kg Körpergewicht, S = Schwergewicht, damals bis 100 kg Körpergewicht, SS = Superschwergewicht, damals bis 130 kg Körpergewicht)
- 1991, 1. Platz, Junioren-EM in Istanbul, F, bis 88 kg Körpergewicht, vor Nándor Gelénesi, Ungarn und Aslan Chagurow, UdSSR

- 1992, 4. Platz, Junioren-EM in Székesfehérvár, F, Hs, hinter Igors Samušonoks, Lettland, Gari Modossian, Georgien und Igor Panow, Bulgarien

- 1992, 4. Platz, World-Cup-Turnier in Moskau, F, Hs, hinter Witali Gisojew, Russland, Abbas Jadidi, Iran und Dan Chaid, USA

- 1992, 2. Platz, „Yaşar-Doğu“-Memorial in Istanbul, F, Hs, hinter Dschambulat Tedejew, Ukraine und vor Kenan Şimşek, Türkei

- 1993, 2. Platz, „Yaşar-Doğu“-Memorial in Istanbul, F, Hs, hinter Eldari Luka Kurtanidse, Georgien und vor Islam Bairamukow, Kasachstan

- 1994, 4. Platz, World-Cup-Turnier in Edmonton, F, Hs, hinter Melvin Douglas, USA, Gisojew und Rasoul Khadem, Iran

- 1994, 6. Platz, WM in Istanbul, F, S, hinter Arawat Sabejew, Deutschland, Davud Muhəmmədov, Aserbaidschan, David Musuľbes, Russland, Olexij Netschypurenko, Ukraine und Ayub Baninosvat, Iran

- 1994, 2. Platz, „Yaşar-Doğu“-Memorial in Istanbul, F, Hs, hinter Don Craig, USA und vor Hikmet Günaydın, Türkei

- 1995, 3. Platz, „Yaşar-Doğu“-Memorial in Istanbul, F, S, hinter Sjarhej Kawaleuski, Weißrussland und Şimşek

- 1996, 5. Platz, World-University-Championships in Teheran, F, S, hinter Chagurow, Palam Gansochdogh, Mongolei, Baninosvat und Maciej Sulgan, Polen

- 1996, 2. Platz, „Yaşar-Doğu“-Memorial in Istanbul, F, S, hinter Alireza Rezaei, Iran und vor Symjabatschar, Mongolei und Marek Garmulewicz, Polen

- 1997, 5. Platz, EM in Warschau, F, Hs, hinter Kurtanidse, Garmulewicz, Sabejew und Chagurow und vor Davud Muhəmmədov, Aserbaidschan

- 1997, 2. Platz, WM in Krasnojarsk, F, Hs, hinter Kuramagomed Kuramagomedow, Russland und vor Kurtanidse, Bairamukow, Serhij Prjadun, Ukraine und Jurij Janovich, Lettland

- 1999, 5. Platz, EM in Minsk, F, Hs, hinter Kuramagomed Kuramagomedow, Wadym Tassoew, Ukraine, Eldari Luka Kurtanidse und Janovich und vor Martin Lasarow, Bulgarien

- 1999, 1. Platz, „Yaşar-Doğu“-Memorial in Istanbul, F, Hs, vor Mustafa Gürsoy, Türkei und Schemarow

- 2002, 2. Platz, „Yaşar-Doğu“-Memorial in Istanbul, F, Hs, hinter Fatih Çakıroğlu, Türkei und vor Bairamukow